# Fleury-sur-Andelle
Fleury-sur-Andelle és un municipi francès situat al departament de l'Eure i a la regió de Normandia. L'any 2007 tenia 1.881 habitants.

## Demografia

### Població
El 2007 la població de fet de Fleury-sur-Andelle era de 1.881 persones. Hi havia 862 famílies, de les quals 321 eren unipersonals (115 homes vivint sols i 206 dones vivint soles), 233 parelles sense fills, 225 parelles amb fills i 83 famílies monoparentals amb fills.
La població ha evolucionat segons el següent gràfic:
Habitants censats

### Habitatges
El 2007 hi havia 931 habitatges, 877 eren l'habitatge principal de la família, 13 eren segones residències i 41 estaven desocupats. 600 eren cases i 326 eren apartaments. Dels 877 habitatges principals, 402 estaven ocupats pels seus propietaris, 453 estaven llogats i ocupats pels llogaters i 22 estaven cedits a títol gratuït; 62 tenien una cambra, 101 en tenien dues, 194 en tenien tres, 228 en tenien quatre i 292 en tenien cinc o més. 512 habitatges disposaven pel capbaix d'una plaça de pàrquing. A 453 habitatges hi havia un automòbil i a 237 n'hi havia dos o més.

### Piràmide de població
La piràmide de població per edats i sexe el 2009 era:
| Homes | Edats   | Dones |
| ----- | ------- | ----- |
| 4     | 95 o +  | 4     |
| 0     | 90 a 94 | 20    |
| 8     | 85 a 89 | 32    |
| 4     | 80 a 84 | 16    |
| 40    | 75 a 79 | 52    |
| 36    | 70 a 74 | 56    |
| 36    | 65 a 69 | 52    |
| 48    | 60 a 64 | 84    |
| 28    | 55 a 59 | 40    |
| 60    | 50 a 54 | 64    |
| 84    | 45 a 49 | 64    |
| 48    | 40 a 44 | 52    |
| 84    | 35 a 39 | 84    |
| 76    | 30 a 34 | 84    |
| 72    | 25 a 29 | 48    |
| 44    | 20 a 24 | 48    |
| 56    | 15 a 19 | 52    |
| 80    | 10 a 14 | 44    |
| 44    | 5 a 9   | 64    |
| 64    | 0 a 4   | 52    |

## Economia
El 2007 la població en edat de treballar era de 1.163 persones, 873 eren actives i 290 eren inactives. De les 873 persones actives 757 estaven ocupades (411 homes i 346 dones) i 115 estaven aturades (55 homes i 60 dones). De les 290 persones inactives 100 estaven jubilades, 82 estaven estudiant i 108 estaven classificades com a «altres inactius».

### Ingressos
El 2009 a Fleury-sur-Andelle hi havia 865 unitats fiscals que integraven 1.882 persones, la mediana anual d'ingressos fiscals per persona era de 16.528 €.

### Activitats econòmiques
Dels 115 establiments que hi havia el 2007, 2 eren d'empreses extractives, 4 d'empreses alimentàries, 4 d'empreses de fabricació d'altres productes industrials, 12 d'empreses de construcció, 28 d'empreses de comerç i reparació d'automòbils, 6 d'empreses de transport, 10 d'empreses d'hostatgeria i restauració, 2 d'empreses d'informació i comunicació, 2 d'empreses financeres, 9 d'empreses immobiliàries, 9 d'empreses de serveis, 22 d'entitats de l'administració pública i 5 d'empreses classificades com a «altres activitats de serveis».
Dels 37 establiments de servei als particulars que hi havia el 2009, 1 era una oficina d'administració d'Hisenda pública, 1 gendarmeria, 1 oficina de correu, 2 oficines bancàries, 1 funerària, 6 tallers de reparació d'automòbils i de material agrícola, 1 taller d'inspecció tècnica de vehicles, 1 autoescola, 2 paletes, 1 guixaire pintor, 3 fusteries, 1 lampisteria, 1 electricista, 1 empresa de construcció, 2 perruqueries, 1 veterinari, 6 restaurants, 4 agències immobiliàries i 1 saló de bellesa.
Dels 11 establiments comercials que hi havia el 2009, 1 era un hipermercat, 1 una botiga de més de 120 m², 2 fleques, 1 una fleca, 1 una peixateria, 4 botigues de roba i 1 una botiga de material de revestiment de parets i terra.
L'any 2000 a Fleury-sur-Andelle hi havia 5 explotacions agrícoles.

## Equipaments sanitaris i escolars
El 2009 hi havia 2 farmàcies i 1 ambulància.
El 2009 hi havia 1 escola maternal i 1 escola elemental. Fleury-sur-Andelle disposava d'un col·legi d'educació secundària amb 613 alumnes.

## Poblacions més properes
El següent diagrama mostra les poblacions més properes.